# Loricata
Loricata è un gruppo di rettili che include i coccodrilli e i loro antenati. È stato nominato dal naturalista tedesco Blasius Merrem nel suo Versuch eines Systems der Amphibien (1820). Merrem considerava Loricata uno dei tre gruppi di Pholidota (rettili), gli altri due erano Testudinata (tartarughe) e Squamata (lucertole e serpenti). Loricata è un vecchio nome per un ordine che include coccodrilli, alligatori e gaviali, anche se l'ordine è ora indicato come Crocodylia.
Il nome Loricata ha ottenuto una nuova definizione filogenetica nel 2011. Nel suo studio sulla filogenesi degli archosauri, il paleontologo Sterling J. Nesbitt lo ha definito come il clade più inclusivo contenente il coccodrillo del Nilo (Crocodylus niloticus), ma non gli estinti Poposaurus gracilis, Ornithosuchus longidens, o Aetosaurus ferox. Nesbitt considerava le seguenti caratteristiche come sinapomorfie (caratteristiche distintive) di Loricata:
- Quattro denti nella premascella;
- Una cresta sull'osso squamosale nella parte posteriore del cranio;
- Una proiezione sullo squamosale che tocca la fenestra infratemporale;
- Orbite alte e strette;
- Una cresta posizionata a metà della lunghezza del perone per l'attacco del muscolo iliofibularis;
- Un'articolazione tra il quarto osso tarsale e il fondo del calcagno nella caviglia;
- Una sporgenza alla base del quinto metatarso del piede che è separata dalla fine dell'osso da uno spazio concavo;

L'analisi filogenetica di Nesbitt collocò Crocodylomorpha e diversi rauisuchi in Loricata. Rauisuchidae è risultato essere il sister taxon di Crocodylomorpha, mentre i prestosuchidi formano una serie di loricati più basali. Loricata è il sister taxon di Poposauroidea, un gruppo di rauisuchi del Triassico. Di seguito è riportato un cladogramma di Loricata di Nesbitt (2011):
|  | † Fasolasuchus                                                     |
|  |                                                                    |
|  | \| \| † Rauisuchidae \| \| \| \| \| \| Crocodylomorpha \| \| \| \| |
|  |                                                                    |
|  | † Rauisuchidae                                                     |
|  |                                                                    |
|  | Crocodylomorpha                                                    |
|  |                                                                    |

|  | † Rauisuchidae  |
|  |                 |
|  | Crocodylomorpha |
|  |                 |

|  | † Fasolasuchus                                                     |
|  |                                                                    |
|  | \| \| † Rauisuchidae \| \| \| \| \| \| Crocodylomorpha \| \| \| \| |
|  |                                                                    |
|  | † Rauisuchidae                                                     |
|  |                                                                    |
|  | Crocodylomorpha                                                    |
|  |                                                                    |

|  | † Rauisuchidae  |
|  |                 |
|  | Crocodylomorpha |
|  |                 |

|  | † Fasolasuchus                                                     |
|  |                                                                    |
|  | \| \| † Rauisuchidae \| \| \| \| \| \| Crocodylomorpha \| \| \| \| |
|  |                                                                    |
|  | † Rauisuchidae                                                     |
|  |                                                                    |
|  | Crocodylomorpha                                                    |
|  |                                                                    |

|  | † Rauisuchidae  |
|  |                 |
|  | Crocodylomorpha |
|  |                 |

|  | † Fasolasuchus                                                     |
|  |                                                                    |
|  | \| \| † Rauisuchidae \| \| \| \| \| \| Crocodylomorpha \| \| \| \| |
|  |                                                                    |
|  | † Rauisuchidae                                                     |
|  |                                                                    |
|  | Crocodylomorpha                                                    |
|  |                                                                    |

|  | † Rauisuchidae  |
|  |                 |
|  | Crocodylomorpha |
|  |                 |

|  | † Fasolasuchus                                                     |
|  |                                                                    |
|  | \| \| † Rauisuchidae \| \| \| \| \| \| Crocodylomorpha \| \| \| \| |
|  |                                                                    |
|  | † Rauisuchidae                                                     |
|  |                                                                    |
|  | Crocodylomorpha                                                    |
|  |                                                                    |

|  | † Rauisuchidae  |
|  |                 |
|  | Crocodylomorpha |
|  |                 |

|  | † Fasolasuchus                                                     |
|  |                                                                    |
|  | \| \| † Rauisuchidae \| \| \| \| \| \| Crocodylomorpha \| \| \| \| |
|  |                                                                    |
|  | † Rauisuchidae                                                     |
|  |                                                                    |
|  | Crocodylomorpha                                                    |
|  |                                                                    |

|  | † Rauisuchidae  |
|  |                 |
|  | Crocodylomorpha |
|  |                 |

|  | † Fasolasuchus                                                     |
|  |                                                                    |
|  | \| \| † Rauisuchidae \| \| \| \| \| \| Crocodylomorpha \| \| \| \| |
|  |                                                                    |
|  | † Rauisuchidae                                                     |
|  |                                                                    |
|  | Crocodylomorpha                                                    |
|  |                                                                    |

|  | † Rauisuchidae  |
|  |                 |
|  | Crocodylomorpha |
|  |                 |

|  | † Fasolasuchus                                                     |
|  |                                                                    |
|  | \| \| † Rauisuchidae \| \| \| \| \| \| Crocodylomorpha \| \| \| \| |
|  |                                                                    |
|  | † Rauisuchidae                                                     |
|  |                                                                    |
|  | Crocodylomorpha                                                    |
|  |                                                                    |

|  | † Rauisuchidae  |
|  |                 |
|  | Crocodylomorpha |
|  |                 |

|  | † Fasolasuchus                                                     |
|  |                                                                    |
|  | \| \| † Rauisuchidae \| \| \| \| \| \| Crocodylomorpha \| \| \| \| |
|  |                                                                    |
|  | † Rauisuchidae                                                     |
|  |                                                                    |
|  | Crocodylomorpha                                                    |
|  |                                                                    |

|  | † Rauisuchidae  |
|  |                 |
|  | Crocodylomorpha |
|  |                 |

|  | † Fasolasuchus                                                     |
|  |                                                                    |
|  | \| \| † Rauisuchidae \| \| \| \| \| \| Crocodylomorpha \| \| \| \| |
|  |                                                                    |
|  | † Rauisuchidae                                                     |
|  |                                                                    |
|  | Crocodylomorpha                                                    |
|  |                                                                    |

|  | † Rauisuchidae  |
|  |                 |
|  | Crocodylomorpha |
|  |                 |

|  | † Fasolasuchus                                                     |
|  |                                                                    |
|  | \| \| † Rauisuchidae \| \| \| \| \| \| Crocodylomorpha \| \| \| \| |
|  |                                                                    |
|  | † Rauisuchidae                                                     |
|  |                                                                    |
|  | Crocodylomorpha                                                    |
|  |                                                                    |

|  | † Rauisuchidae  |
|  |                 |
|  | Crocodylomorpha |
|  |                 |

|  | † Fasolasuchus                                                     |
|  |                                                                    |
|  | \| \| † Rauisuchidae \| \| \| \| \| \| Crocodylomorpha \| \| \| \| |
|  |                                                                    |
|  | † Rauisuchidae                                                     |
|  |                                                                    |
|  | Crocodylomorpha                                                    |
|  |                                                                    |

|  | † Rauisuchidae  |
|  |                 |
|  | Crocodylomorpha |
|  |                 |

|  | † Fasolasuchus                                                     |
|  |                                                                    |
|  | \| \| † Rauisuchidae \| \| \| \| \| \| Crocodylomorpha \| \| \| \| |
|  |                                                                    |
|  | † Rauisuchidae                                                     |
|  |                                                                    |
|  | Crocodylomorpha                                                    |
|  |                                                                    |

|  | † Rauisuchidae  |
|  |                 |
|  | Crocodylomorpha |
|  |                 |

|  | † Fasolasuchus                                                     |
|  |                                                                    |
|  | \| \| † Rauisuchidae \| \| \| \| \| \| Crocodylomorpha \| \| \| \| |
|  |                                                                    |
|  | † Rauisuchidae                                                     |
|  |                                                                    |
|  | Crocodylomorpha                                                    |
|  |                                                                    |

|  | † Rauisuchidae  |
|  |                 |
|  | Crocodylomorpha |
|  |                 |

|  | † Fasolasuchus                                                     |
|  |                                                                    |
|  | \| \| † Rauisuchidae \| \| \| \| \| \| Crocodylomorpha \| \| \| \| |
|  |                                                                    |
|  | † Rauisuchidae                                                     |
|  |                                                                    |
|  | Crocodylomorpha                                                    |
|  |                                                                    |

|  | † Rauisuchidae  |
|  |                 |
|  | Crocodylomorpha |
|  |                 |

|  | † Fasolasuchus                                                     |
|  |                                                                    |
|  | \| \| † Rauisuchidae \| \| \| \| \| \| Crocodylomorpha \| \| \| \| |
|  |                                                                    |
|  | † Rauisuchidae                                                     |
|  |                                                                    |
|  | Crocodylomorpha                                                    |
|  |                                                                    |

|  | † Rauisuchidae  |
|  |                 |
|  | Crocodylomorpha |
|  |                 |

França, Langer e Ferigolo (2011) hanno scoperto che, una volta aggiunto all'analisi di Nesbitt (2011), Decuriasuchus è stato recuperato come un loricato basale. La sua aggiunta ha influenzato anche il posizionamento filogenetico di Ticinosuchus; nell'analisi originale di Nesbitt fu recuperato al di fuori da Loricata, ma quando Decuriasuchus fu incluso nell'analisi, Ticinosuchus fu recuperato come un membro basale di Loricata.
Prima del 2011, i poposauroidi erano visti come parenti più stretti dei coccodilomorfi rispetto ai rauisuchidi e ai prestosuchidi. Il clade Paracrocodylomorpha include poposauroidi e crocodilomorfi. Anche se Paracrocodylomorpha è stato designato per escludere rauisuchidi e prestosuchidi, Nesbitt ha scoperto che la maggior parte dei membri di questi gruppi sono più vicini ai crocodilomorfi rispetto ai poposauroidi. Pertanto, la totalità di Loricata è attualmente considerata un sottogruppo di Paracrocodylomorpha.
Un clade chiamato Paracrocodyliformes è stato eretto nel 2007 in cui rauisuchidi e prestosuchidi erano più strettamente correlati a Crocodylomorpha, e i poposauroidi erano il gruppo più basale. Questo utilizzo è simile a Loricata.